# 飯塚自動車学校
飯塚自動車学校（いいづかじどうしゃがっこう）は、嘉穂産業株式会社が運営する福岡県飯塚市にある福岡県公安委員会指定自動車教習所。同社の姉妹校に田川自動車学校がある。タクシー事業者の親和交通グループの企業である。

## 教習科目
- 大型自動車
- 中型自動車
- 普通自動車
- 大型自動二輪車
- 普通自動二輪車

## 学校周辺
- 飯塚市立片島小学校
- 飯塚市立飯塚第一中学校
- 福岡県立嘉穂高等学校・附属中学校
- Honda Cars飯塚
- 天満神社
- 許斐神社
- 九州工業大学